# Strutture abitative di Ostia antica
Nella città romana di Ostia, si conservano numerose strutture abitative prevalentemente di epoca imperiale, che testimoniano le diverse tipologie esistenti, dai caseggiati di più piani (le insulae), agli appartamenti, per arrivare alle lussuose domus romane.

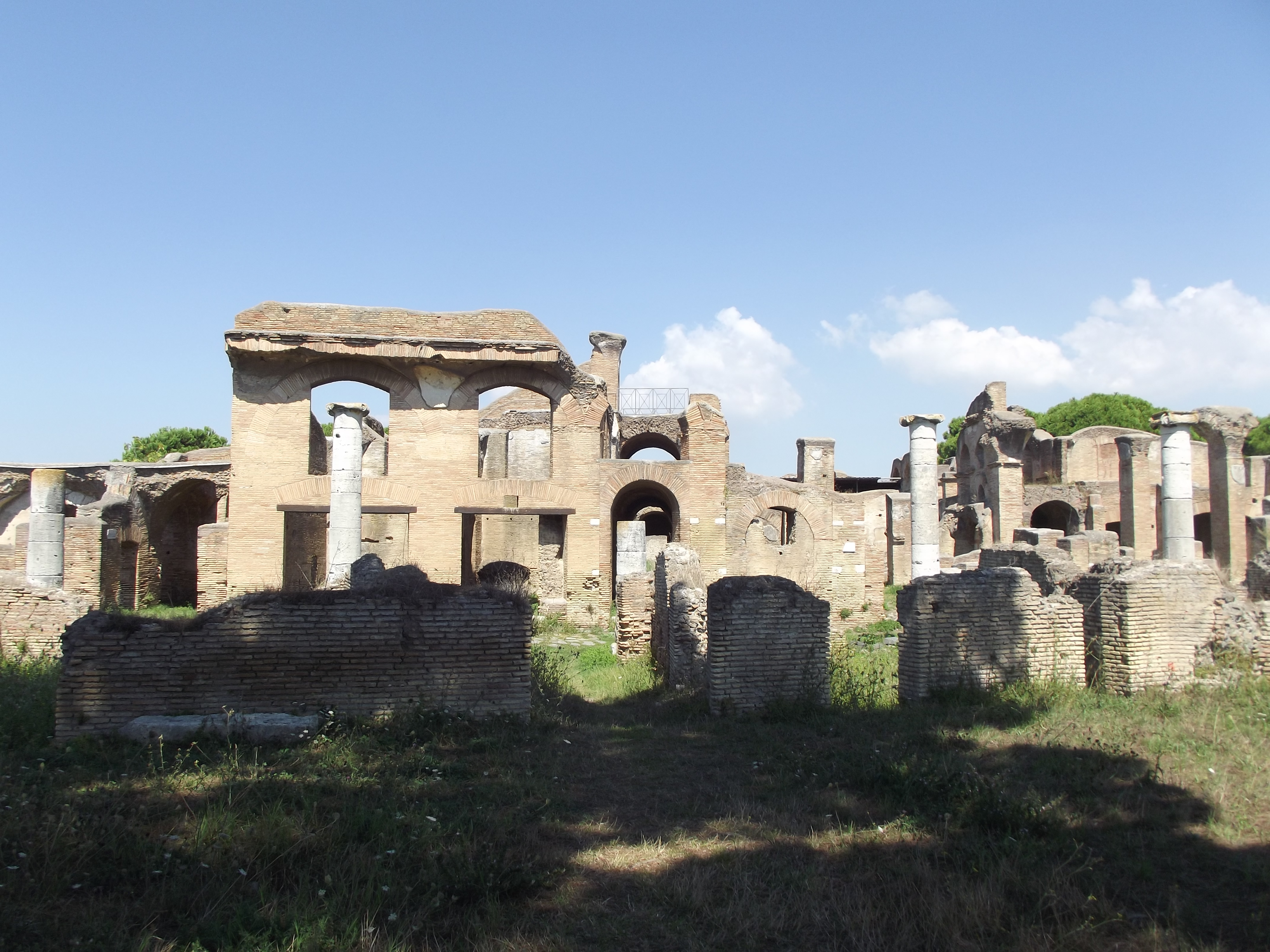
Caseggiato degli Aurighi

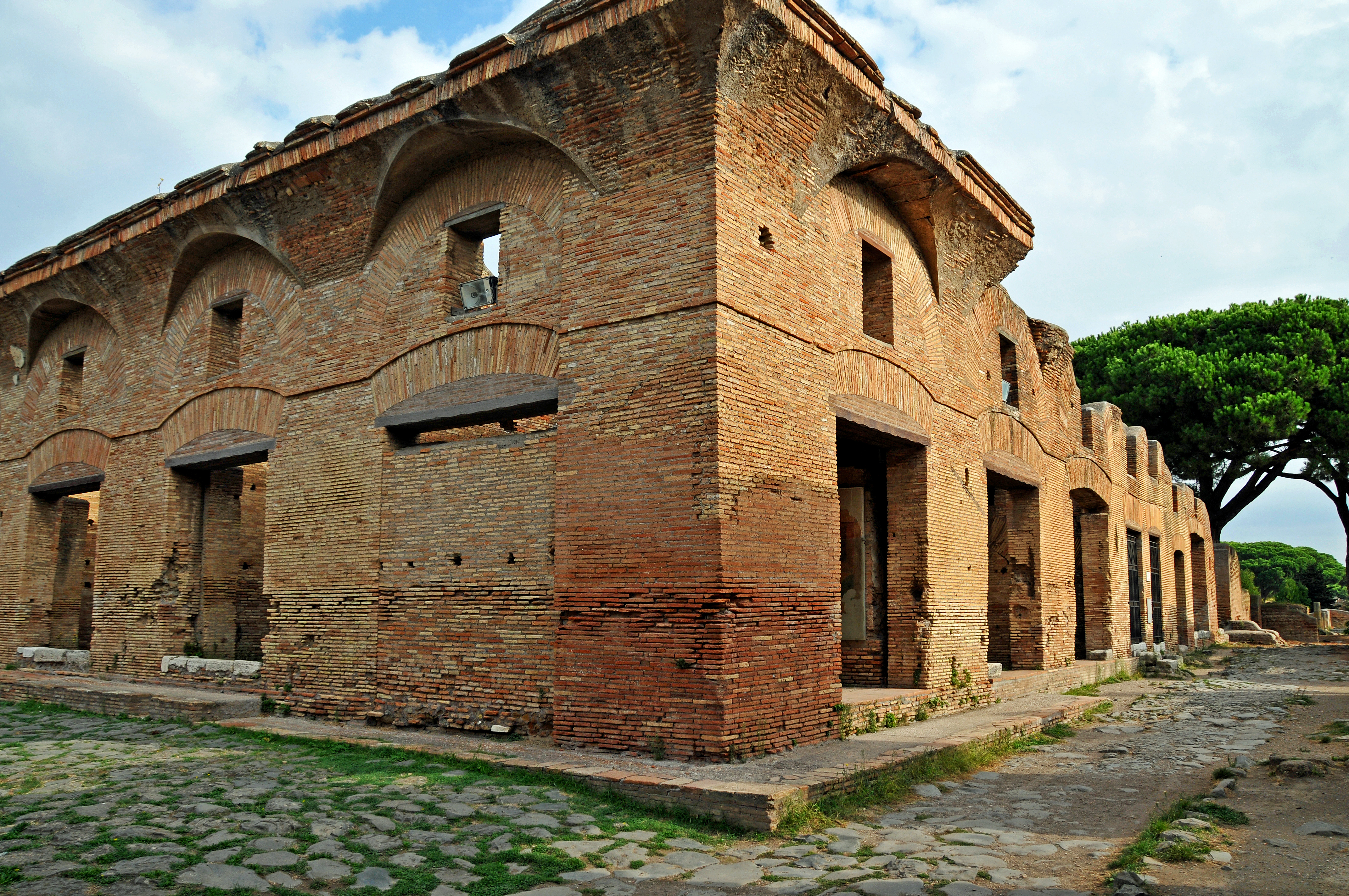
Caseggiato di Diana

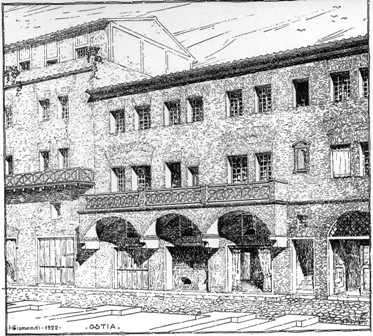
Caseggiato del Termopolium, disegno di Italo Gismondi

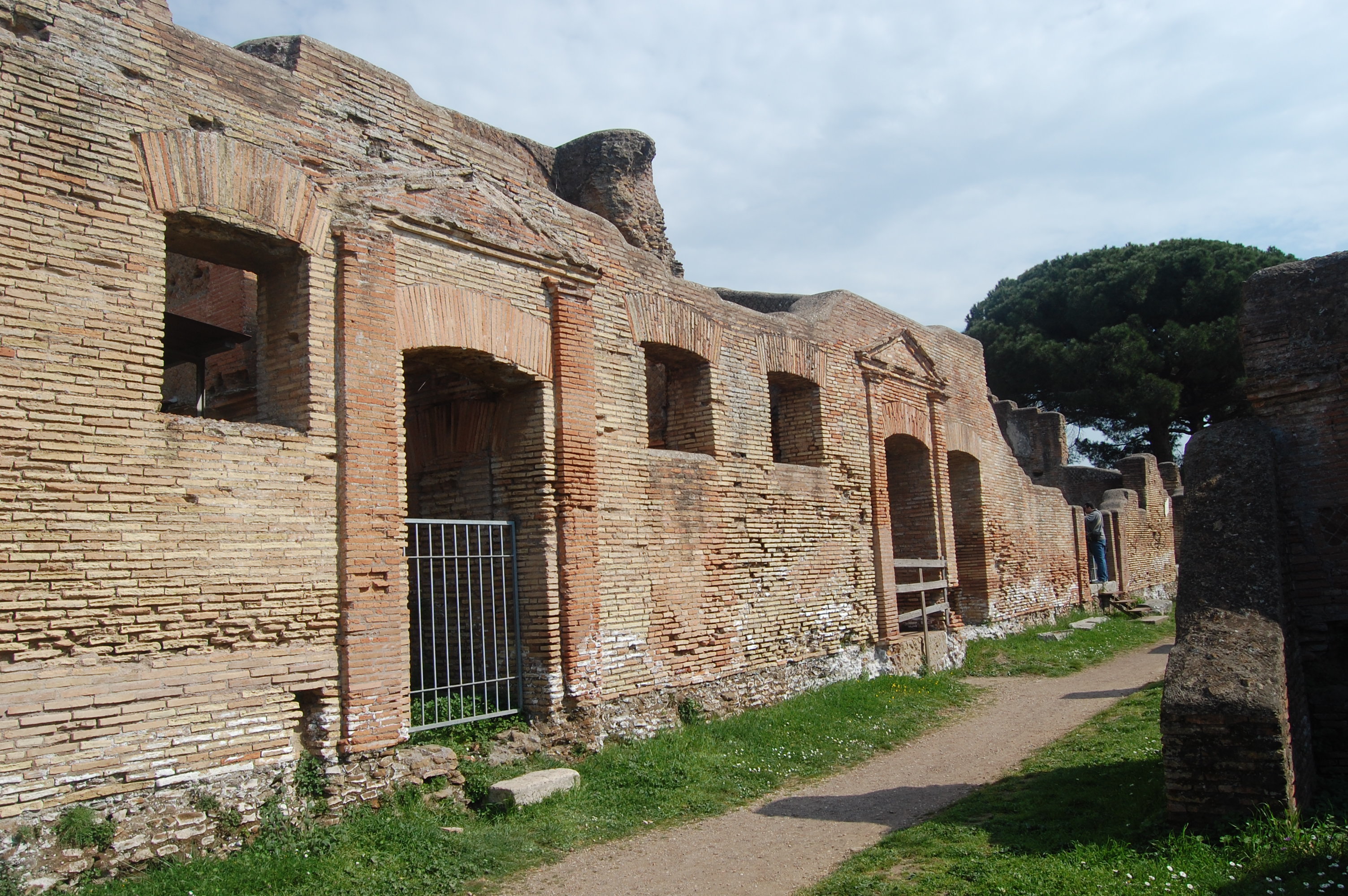
Casa dei Dipinti

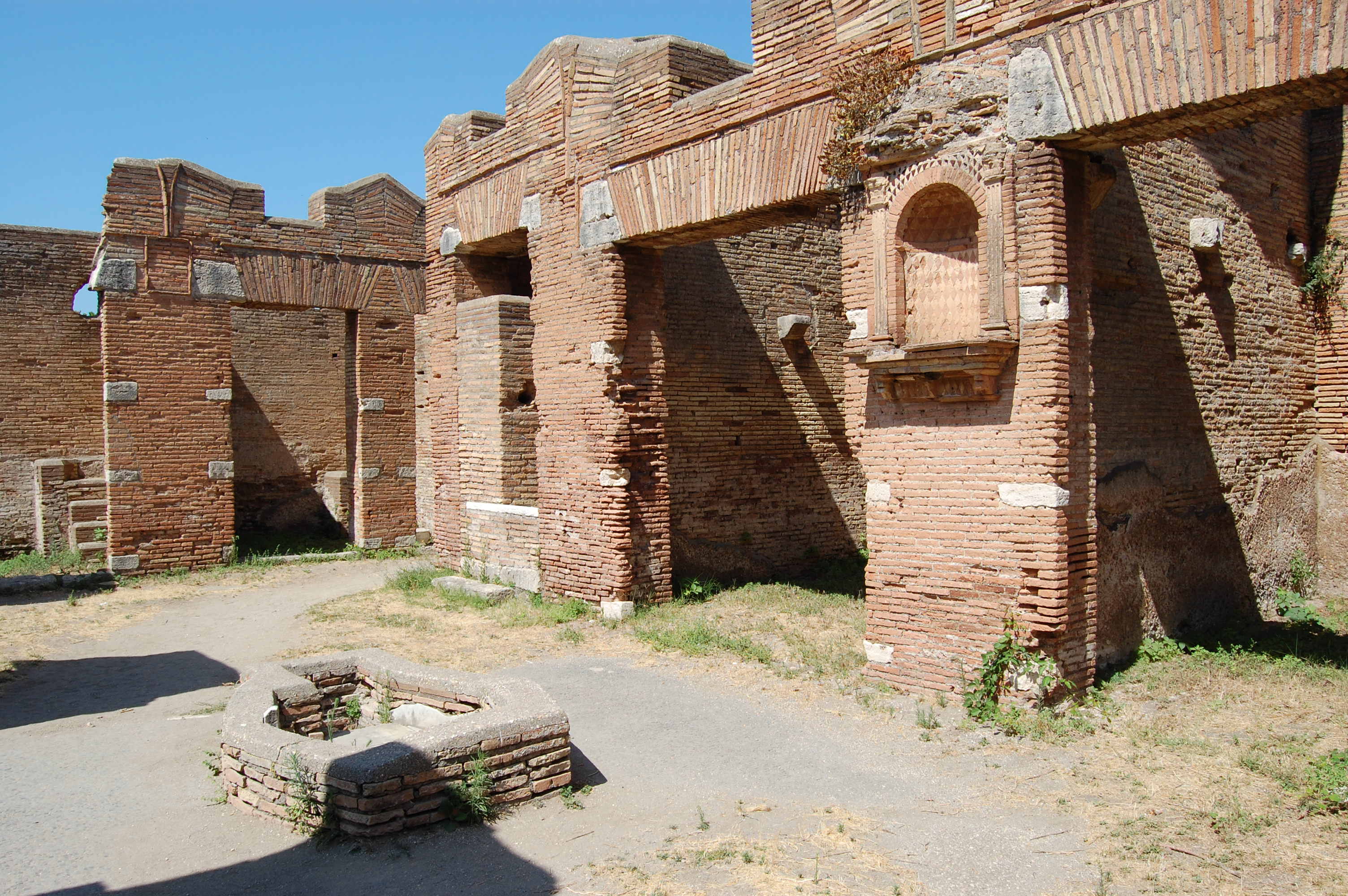
Caseggiato del Larario

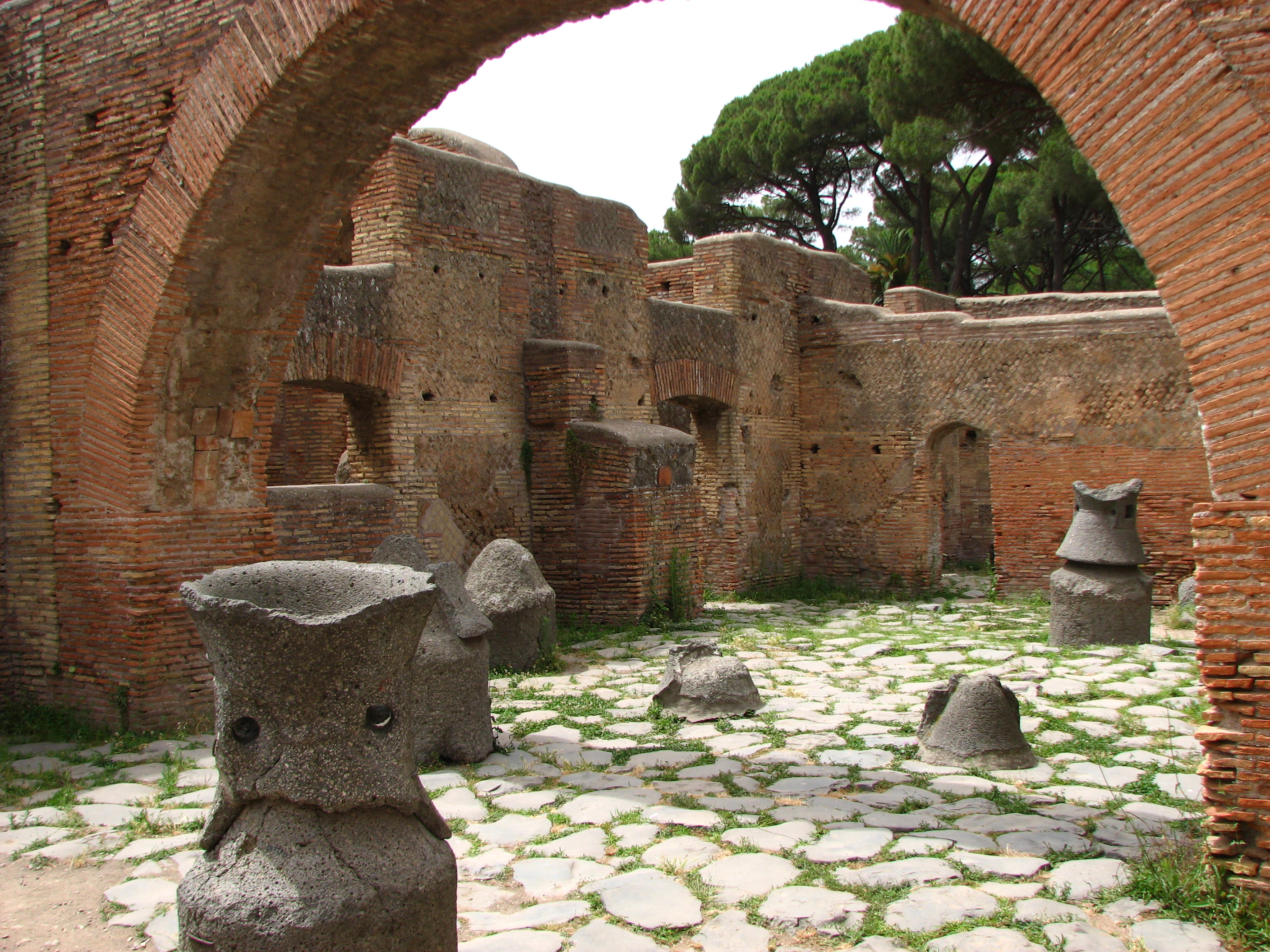
Caseggiato dei Molini

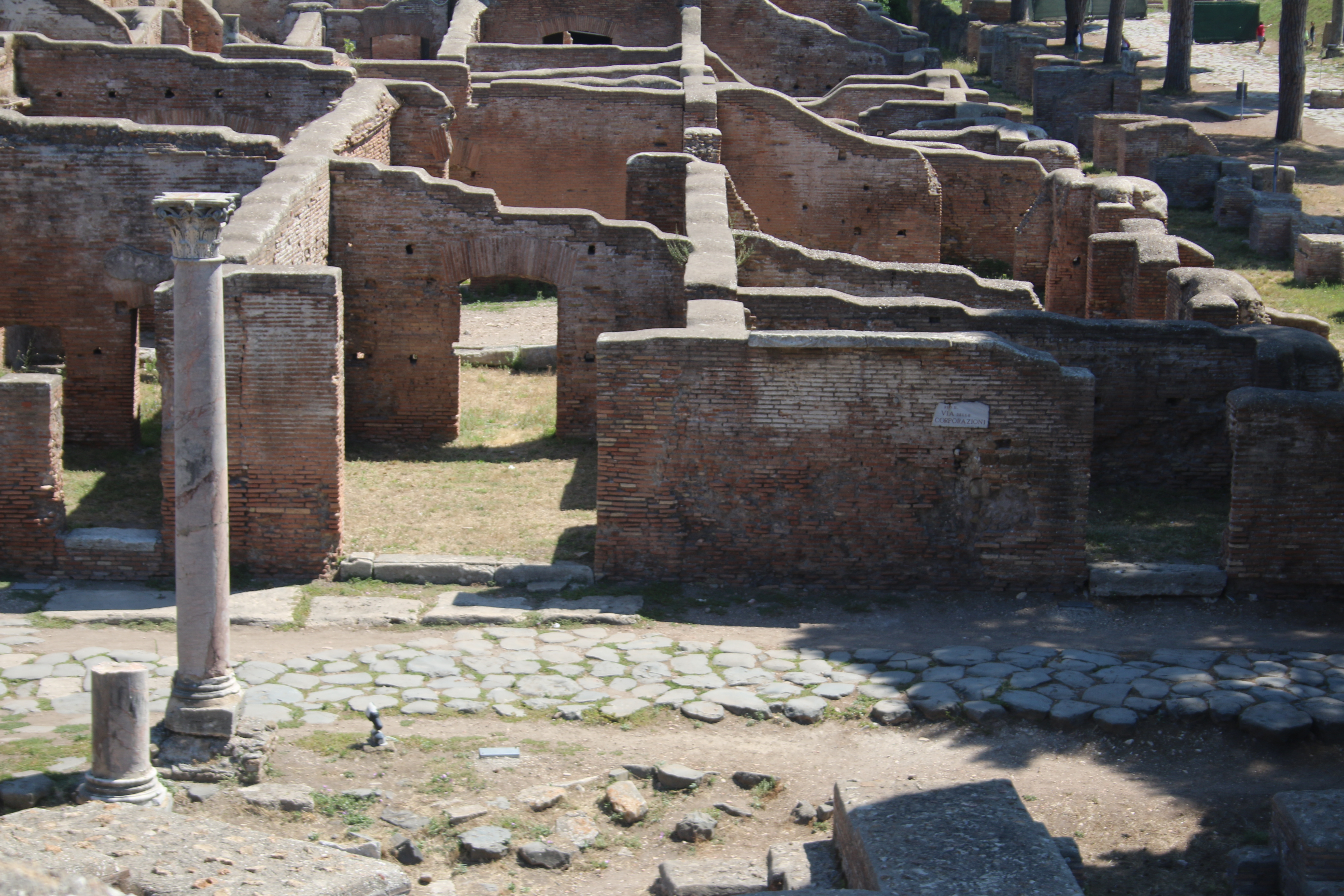
Caseggiato dell'Ercole Bambino

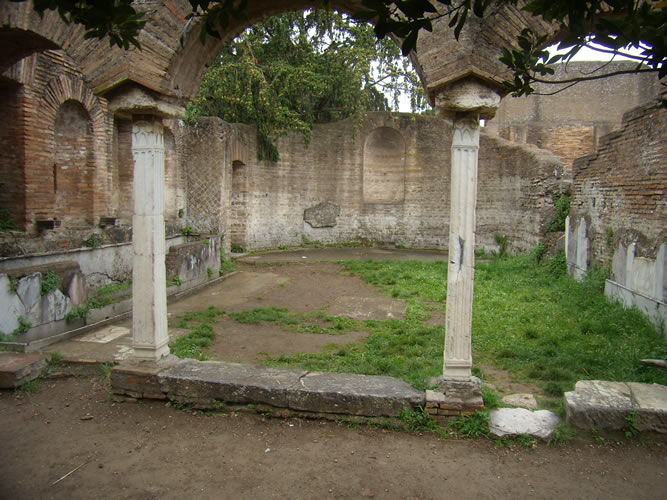
Domus della Fortuna Annonaria

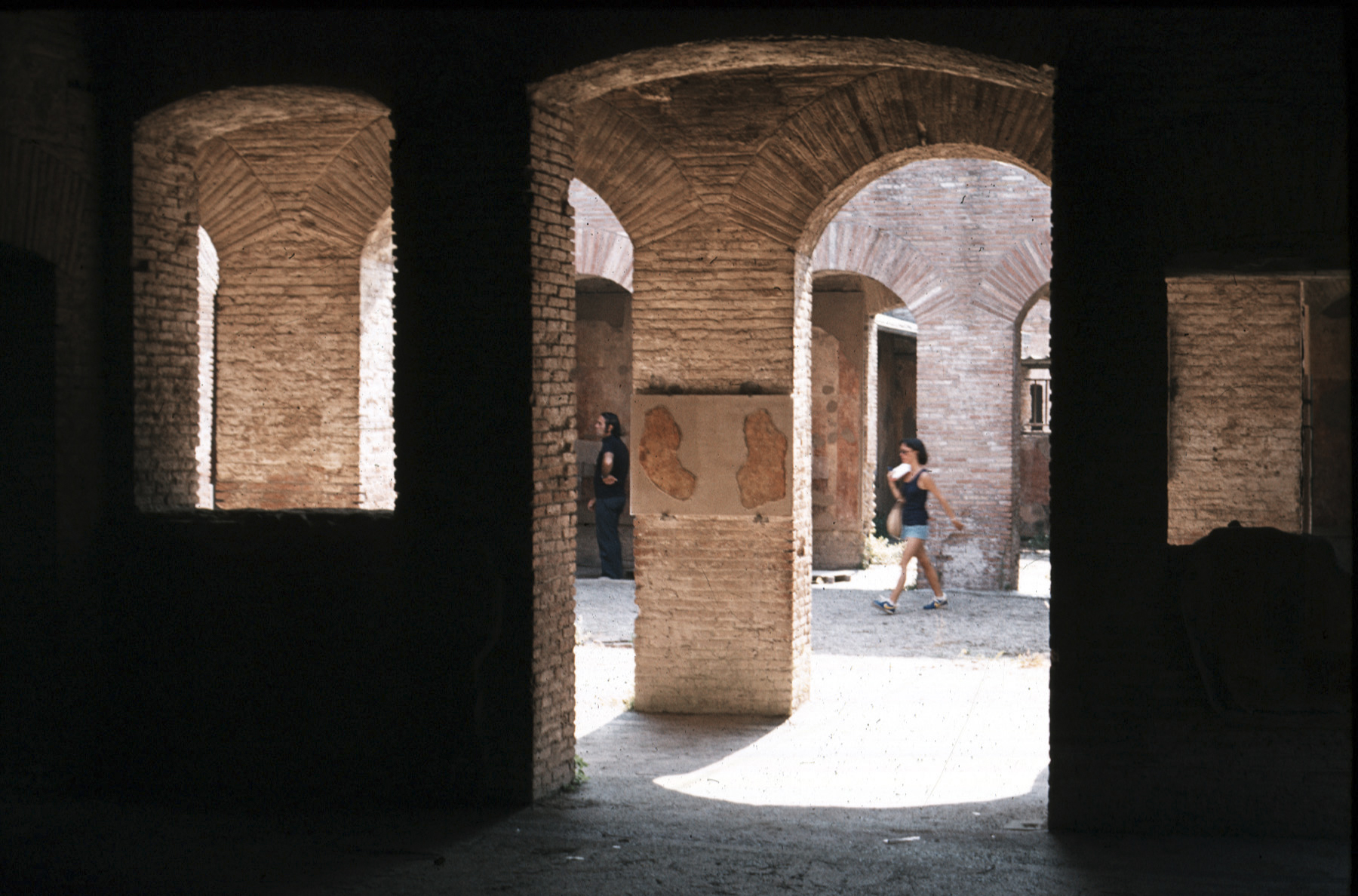
Domus delle Muse

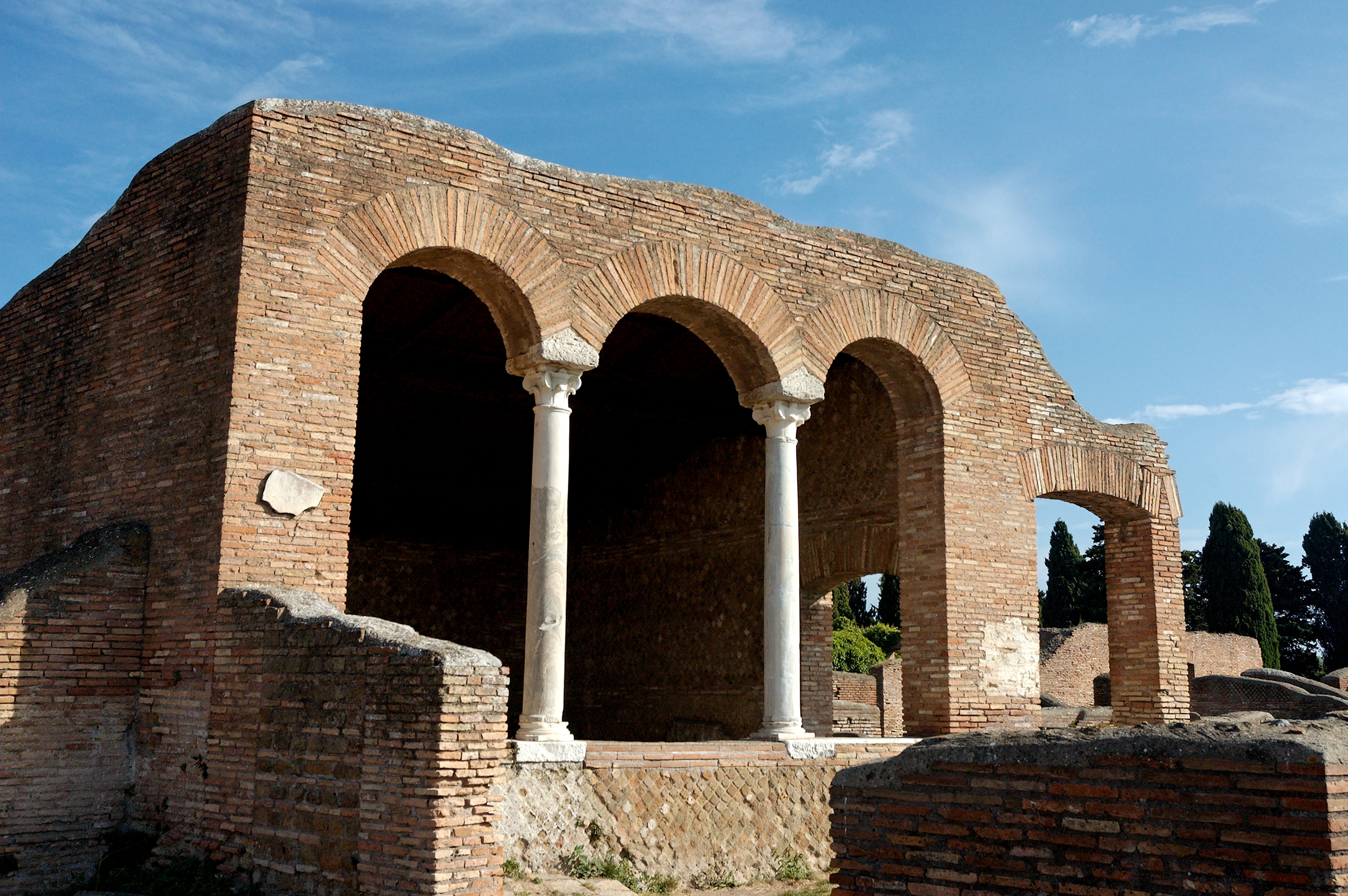
Domus del Ninfeo

## Caseggiati
Normalmente al piano terra dei caseggiati sono presenti un gran numero di taberne, o botteghe, aperte sulla strada, a volte precedute da portici. Anche quando parte del piano terra è occupato da appartamenti di maggior pregio o da attività artigianali, spesso gli ingressi alle aree interne private sono fiancheggiati da taberne. In alcuni casi, come ad esempio nel caseggiato del Larario (I,IX,3), altre taberne si aprivano sui cortili interni.
A volte le taberne erano dotate di un mezzanino, accessibile da una scala interna e illuminato da una finestra sopra la porta. A volte servivano anche da abitazione per il commerciante, che poteva vivere nel mezzanino, ovvero in un retrobottega. In altri casi mezzanino o retrobottega potevano servire da magazzino per le merci. Subirono spesso trasformazioni nel tempo e in alcuni casi vennero occupate da strutture abitative o artigianali, chiudendo le porte esterne.
Quasi sempre, nelle insulae sono presenti scale con accesso indipendente dall'esterno, che permettevano di raggiungere le abitazioni ai piani superiori, in genere meno pregiate. Dagli appartamenti di maggior pregio, scale interne permettevano di raggiungere il secondo piano della casa. In alcuni casi potevano essere presenti servizi comuni, accessibili dal cortile interno e alcune insulae erano forse adibite ad albergo (caupona).
Alcune insulae presentano particolari soluzioni: la Casa basilicale (I,IX,I) presenta un blocco di taberne lungo la strada e un blocco interno di ambienti affacciati su un cortile trasversale: al piano superiore il passaggio tra i due blocchi era assicurato da un "ponte" che attraversava il cortile, creando un passaggio coperto centrale.

## Appartamenti amedianum
Si tratta di appartamenti con una stanza centrale, detta medianum, sulla quale si aprono la porta di ingresso e delle finestre; alle due estremità del medianum si aprono stanze più ampie di soggiorno e di rappresentanza, mentre altre stanze più piccole (cubicola o stanze da letto) si trovano sul lato opposto all'ingresso; sono spesso presenti stanze di servizio (cucina e latrina). Gli appartamenti più lussuosi possono occupare anche il piano superiore, raggiungibile da una scala interna e in questi casi le stanze di rappresentanza possono avere un'altezza maggiore, sui due piani dell'unità abitativa.
Piante simili potevano avere anche gli appartamenti situati ai piani superiori dei caseggiati, raggiungibili da scale indipendenti.
- Casa di Bacco fanciullo (I,IV,3)[5] e casa dei Dipinti (I,IV,4)[6]: appartamenti su due piani, con stanze di rappresentanza a doppia altezza e scala interna, con doppio ingresso e finestre dalla via dei Dipinti e dal giardino interno sul lato opposto, in comune con la domus di Giove e Ganimede (I,IV,2). Ai piani ancora superiori erano presenti altre abitazioni, raggiungibili da scale indipendenti da via dei Dipinti e dal giardino interno.
- Appartamento del caseggiato (I,XIV,9): accessibile da un corridoio tra le taberne verso la via, affiancato da una scala indipendente per i piani superiori. L'ingresso presenta un portale architettonico in laterizio. Il corridoio presenta sul fondo una nicchia con fontana: vi si apre un passaggio per una delle taberne, un piccolo vestibolo a nord su cui si apre un ambiente più piccolo e uno più grande, dal quale è a sua volta accessibile la taberna più settentrionale. Sul lato opposto del corridoio, si apre un altro piccolo corridoio, che offre accesso a due altre piccole stanze e ad una stanza più ampia all'estremità. La pianta è simile a quella degli appartamenti a medianum, ma tagliata a metà dal corridoio.
- Case di via dei Vigili (II,III,3-4)[7]: i due appartamenti, di età adrianea, disposti fianco a fianco, erano accessibili da un corridoio che si apriva su via dei vigili, affiancato da una scala indipendente per i piani superiori; altre due scale per appartamenti superiori si trovano al termine del corridoio e in un angolo dell'appartamento meridionale, con tracce di porte; nei sottoscala interni sono ricavate delle latrine. Entrambi gli appartamenti hanno finestre aperte lungo la strada e quello settentrionale anche sul lato nord, opposto all'ingresso. Dal corridoio di ingresso si accede al medianum, che prende luce dalle finestre verso la strada, e sul lato opposto all'ingresso si apre una vasta sala divisa in due parti diseguali da pilastri; due cubicula (stanze da letto) si aprono sul fondo del medianum e un altro piccolo ambiente a fianco del corridoio di ingresso. L'appartamento settentrionale, più ampio, dispone di un altro piccolo ambiente aperto sul corridoio di ingresso, e di un corridoio di disimpegno davanti alla stanza di rappresentanza di fronte all'ingresso. Entrambi gli appartamenti conservano tracce di mosaici pavimentali e di affreschi con pannelli rossi e gialli.
- Casa dell'Ercole bambino (II,VI,3-4)[8]: in un edificio di età adrianea, con taberne affacciate su via della Fortuna, e un appartamento affacciato sulla via delle Corporazioni, sul lato opposto, accessibile da un corridoio trasversale che metteva in comunicazione le due vie. L'appartamento presentava la consueta pianta con medianum aperto con finestre sulla via delle Corporazioni, stanze di rappresentanza alle estremità e cubiculi (stanze da letto) sul lato di fondo opposto alle finestre. A fianco della stanza di rappresentanza a nord è una scala interna per i piani superiori. Al momento dello scavo vi vennero rinvenute pitture con raffigurazioni di scene mitologiche, tra cui un Ercole bambino intento a strozzare i serpenti, che ha dato il nome alla casa. Vi vennero rinvenuti anche tesoretti di monete, il più tardo dei quali è datato intorno al 425.
- Casa del Soffitto dipinto (II,VI,5-6)[9]: edificio analogo al precedente, costruito in epoca adrianea, con un appartamento lungo via della Fontana, al quale si accedeva da un corridoio trasversale a sud. Era articolato con un corridoio di ingresso a fianco di un piccolo ambiente di rappresentanza, fiancheggiato inoltre da una scala interna per il piano superiore, che apparteneva alla casa. Il corridoio conduceva al medianum, aperto con finestre lungo la strada e con spazi separati da tramezzi sul fondo; all'estremità opposta un ambiente di rappresentanza più ampio. Nell'età di Commodo l'appartamento fu ridotto e la stanza di rappresentanza a nord con il tratto adiacente del medianum divennero una separata unità abitativa, accessibile da nord; venne inoltre chiusa la scala interna e venne realizzato un piccolo cubicolo sul fondo del medianum. A questa fase appartengono le pareti affrescate degli ambienti della casa, con pannelli rossi e gialli e piccole figure in un inquadramento architettonico.

## Domus
La struttura della domus di epoca repubblicana si trasformò con il passare del tempo: al piano terra delle insulae furono realizzate in età imperiale domus con ambienti articolati intorno ad un cortile scoperto, spesso con piani superiori integrati nella medesima unità abitativa.
- Domus di Apuleio (II,II,8) domus di età traianea  (98 - 117 d.C.), che presenta caratteristiche del primo e del secondo periodo imperiale.[10]

- Domus di Giove e Ganimede (I,IV,2): domus di età adrianea (117 - 138 d.C.) su due piani, con scala interna, articolata intorno ad un cortile che si affaccia su un giardino interno, comune con la casa dei Dipinti (I,IV,4) e con la casa di Bacco fanciullo (I,IV,3); all'epoca di Commodo subì trasformazioni, con alcuni ambienti sulla strada utilizzati come taberne, e fu decorata con affreschi (tra cui la Nascita di Venere, Giove e Ganimede, Leda e il cigno) e fu forse utilizzata come albergo e/o bordello. Nel III secolo ambienti industriali si impiantarono nel giardino.[11]

In epoca tardo-antica per le abitazioni più lussuose vennero spesso adattate in strutture precedenti, con cortili e fontane e ambienti con rivestimenti marmorei e mosaici; spesso la sala di rappresentanza era dotata di un'abside e leggermente sopraelevata, con colonne all'ingresso.
- Domus del Tempio rotondo (I,XI,2-3) costruita tra la fine del III secolo e gli inizi del IV, è accessibile da un vestibolo di ingresso, pavimentato in mosaico nero, aperto a sud su via del Tempio rotondo, inquadrato da pilastri con basi in travertino; a fianco sono due taberne con mezzanino (restano le scale interne)  e una scala indipendente per i piani superiori. Dal vestibolo si accede ad un'altra scala per il piano superiore della casa, accessibile anche dalla strada. L'interno si articola intorno ad un cortile circondato su tre lati da un corridoio pavimentato in mosaico geometrico in bianco e nero, con fontana centrale rivestita in marmo. Sul fondo si apre direttamente sul cortile, in asse con l'ingresso, la sala principale con opus sectile marmoreo e ingresso sopraelevato con due colonne. Le stanze aperte sul corridoio ad ovest sono rivestite in marmo e riscaldate, forse a partire da una stanza con pavimento più basso. In fondo è presente una cucina. Altre stanze si aprono sul lato opposto, una delle quali, con bancone in muratura e nicchia, potrebbe essere stata un'aula di culto.[13]

- Domus di Amore e Psiche (I,XIV,5)(secondo quarto del IV secolo: occupa una serie di taberne di II secolo. Conserva ambienti rivesti in marmo e pavimentati a mosaico o in opus sectile, articolati intorno ad un disimpegno centrale che prende luce da un piccolo giardino interno, con ninfeo colonnato.[14]

- Domus della Fortuna Annonaria (V, II, 8), costruita nel II secolo d.C. sopra taberne pre esistenti, che è stata interessata da lavori edili fino al V secolo d.C., è una lussuosa domus romana impreziosita da marmi ed opere artistiche, con corte interna porticata su cui scenograficamente si affaccia la sala principale di rappresentanza absidata, con una stanza padronale riscaldata.[15][16]